# Dietrich Kremp

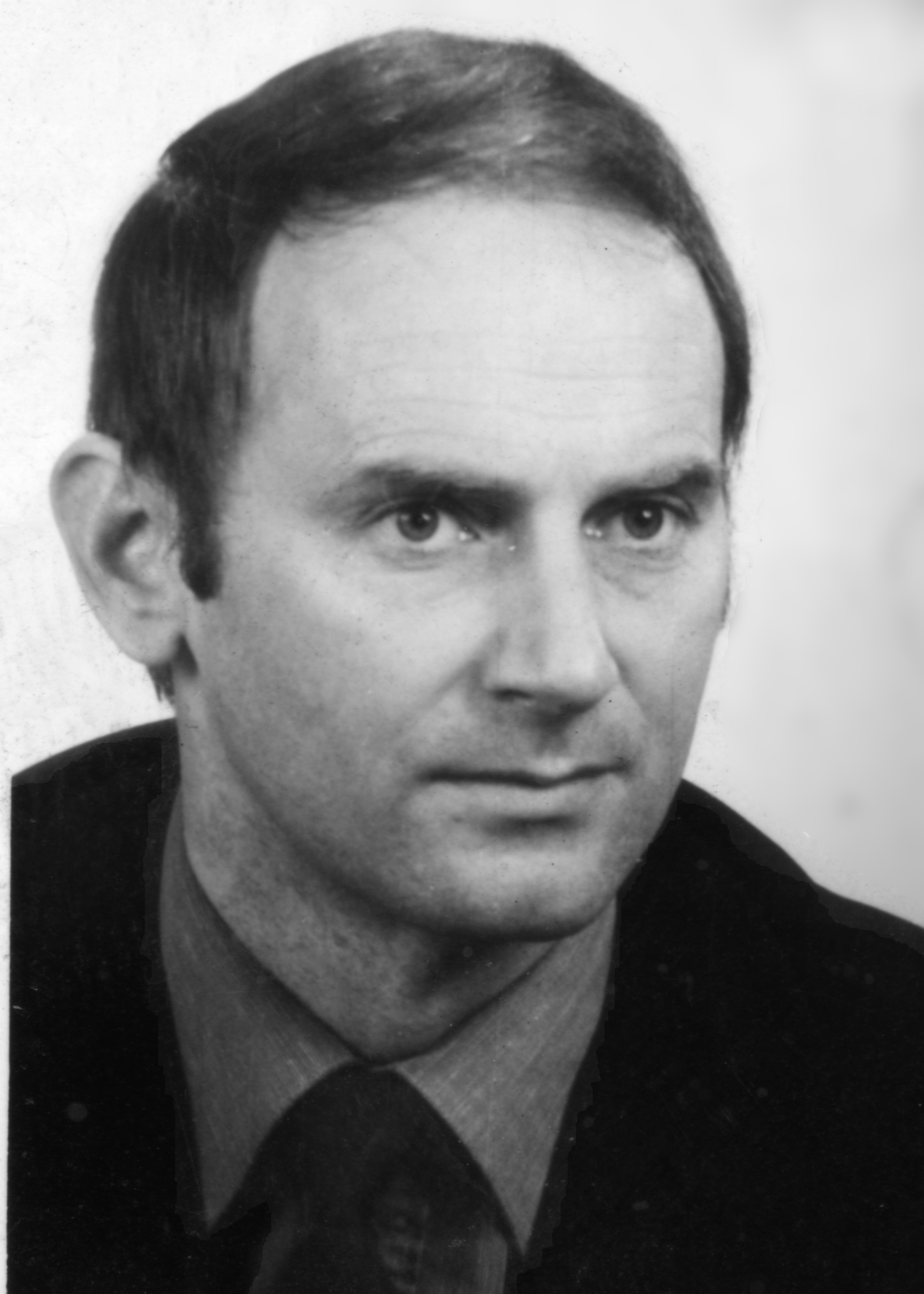
Dietrich Kremp (1979)

Dietrich Kremp (* 28. Januar 1937 in Röbel/Müritz; † 17. September 2017 in Dessau) war ein deutscher theoretischer Physiker und
emeritierter Professor der Universität Rostock.

## Leben
Dietrich Kremp studierte nach seinem Abitur in Waren (Müritz) von 1956 bis 1961 Physik an der Universität Rostock. Nach seinem Diplom arbeitete er in der Forschungsgruppe von Hans Falkenhagen zur Theorie der Elektrolyte und promovierte 1965 bei Hans Falkenhagen mit der Arbeit Berücksichtigung kurzreichender Kräfte in der statistischen Mechanik der irreversiblen Prozesse in einem System aus geladenen und neutralen Teilchen. Nach der Habilitation 1968 bei Günter Kelbg über die Quantenstatistik von Vielteilchensystemen mit Coulomb-Wechselwirkung wurde er 1969 Hochschuldozent in Rostock. 1971 wechselte er an die Pädagogische Hochschule Güstrow und wurde dort ordentlicher Professor. 1979 kehrte er an die Universität Rostock auf einen Lehrstuhl für theoretische Physik zurück. Von 1982 bis 1989 war er Direktor der Sektion Physik. 2002 wurde er emeritiert.
Seine Hauptarbeitsgebiete waren die Statistische Physik, speziell die Quantenstatistik, die Plasmaphysik und die Elektrolyttheorie. Sein besonderes Interesse galt der Anwendung der Methode der Greenschen Funktionen  in der Quantenstatistik. Er publizierte in internationalen Zeitschriften mehrere vielzitierte Aufsätze. Zu seinen Koautoren gehörten Werner Ebeling, Wolf-Dietrich Kraeft, Hans Falkenhagen, Gerd Röpke, Manfred Schlanges, Thomas Bornath, Michael Bonitz und Dirk Semkat. Er war Gastprofessor in Moskau, Providence, Managua und Tucson.
Zu seinem 60. Geburtstag 1997 wurde ihm ein Heft des Journal of Contributions to Plasma Physics gewidmet.

## Schriften (Auswahl)
- W. Ebeling, W.-D. Kraeft, D. Kremp: Theory of Bound States and Ionization Equilibrium in Plasmas and Solids. Akademie-Verlag, Berlin 1976, S. VIII, 164 (englisch).
- В. Эбелинг, В. Крефт, Д. Кремп: Теория связанных состояний и ионизационного равновесия в плазме и твёрдом теле. Мир, Москва 1979, S. 262 (russisch).
- W. D. Kraeft, D. Kremp, W.Ebeling, G. Röpke: Quantum Statistics of Charged Particle Systems. Springer, Berlin 1986, ISBN 0-306-42190-9, S. 298 (englisch).
- Yu. L. Klimontovich, D. Kremp, W. D. Kraeft: Kinetic Theorie for Chemically Reacting Gases and Partially Ionized Plasmas. In: Prigogine, I., Rice, Stuart A. (Hrsg.): Advances in Chemical Physics. Vol. LXVIII. An Interscience Publication, New York, Chichester, Brisbane, Toronto, Singapore 1987, ISBN 0-471-84901-4 (englisch).
- В.-Д. Крефт, Д. Кремп, В. Эбелинг, Г. Репке: Квантовая статистика систем заряженных частиц. Мир, Москва 1988, S. 405 (russisch).
- D. Kremp, M. Schlanges, W.-D. Kraeft (Mitarb. T. Bornath): Quantum Statistics of Nonideal Plasmas. Springer, Berlin, Heidelberg, New York 2005, ISBN 3-540-65284-1, S. XI, 525 (englisch).
- D. Kremp, M. Schlanges, W.-D. Kraeft (Mitarb. T. Bornath): Quantum Statistics of Nonideal Plasmas. Peking University Press, Peking 2013, ISBN 978-7-301-22710-7, S. 544 (englisch).